# Liste des conseillers départementaux de Maine-et-Loire
Pour un article plus général, voir Conseil départemental de Maine-et-Loire.
 (juillet 2022).
Cet article établit la liste des conseillers départementaux de Maine-et-Loire, ainsi que celle des anciens conseillers généraux.

## Période 2015-2021
À la suite du redécoupage cantonal validé en 2014, les élections départementales françaises ont eu lieu en mars 2015 et ont concerné, pour le Maine-et-Loire, 21 cantons à la tête de chacun desquels est élu un binôme composé d'un homme et d'une femme, soit au total 42 conseillers départementaux élus pour six ans.

### Composition du conseil départemental de Maine-et-Loire (42 sièges)
| Parti                                | Sigle | Sigle | Élus |
| ------------------------------------ | ----- | ----- | ---- |
| Opposition (12 sièges)               |       |       |      |
| Parti socialiste                     |       | PS    | 6    |
| Divers gauche                        |       | DVG   | 6    |
| Majorité (30 sièges)                 |       |       |      |
| Union pour un mouvement populaire    |       | UMP   | 6    |
| Divers droite                        |       | DVD   | 17   |
| Union des démocrates et indépendants |       | UDI   | 7    |
| Président du Conseil départemental   |       |       |      |
| Christian Gillet (UDI)               |       |       |      |

### Liste des conseillers départementaux de Maine-et-Loire
| Canton              | Conseillers départementaux                                           | Parti | Parti  |
| ------------------- | -------------------------------------------------------------------- | ----- | ------ |
| Angers-1            | Frédérique Drouet d'Aubigny                                          |       | LR     |
| Angers-1            | Christian Gillet                                                     |       | ex UDI |
| Angers-2            | Gilles Groussard                                                     |       | UDI    |
| Angers-2            | Véronique Maillet                                                    |       | LR     |
| Angers-3            | Fatimata Amy                                                         |       | PS     |
| Angers-3            | Didier Roisné                                                        |       | PS     |
| Angers-4            | Marie-Hélène Chouteau                                                |       | DVG    |
| Angers-4            | Jean-Luc Rotureau                                                    |       | DVG    |
| Angers-5            | Sophie Foucher Maillard                                              |       | PS     |
| Angers-5            | André Marchand (2015-2018) puis Jean-Luc Poidevineau (2018-en cours) |       | PS     |
| Angers-6            | François Gernigon                                                    |       | DVD    |
| Angers-6            | Véronique Goukassow                                                  |       | DVD    |
| Angers-7            | Grégory Blanc                                                        |       | PS     |
| Angers-7            | Marie-France Renou                                                   |       | DVG    |
| Beaufort-en-Anjou   | Philippe Chalopin                                                    |       | DVD    |
| Beaufort-en-Anjou   | Marie-Pierre Martin                                                  |       | LR     |
| Beaupréau-en-Mauges | Gilles Leroy                                                         |       | UDI    |
| Beaupréau-en-Mauges | Françoise Pagerit                                                    |       | DVD    |
| Chalonnes-sur-Loire | Marie-Paule Chesneau                                                 |       | DVD    |
| Chalonnes-sur-Loire | Alain Maingot                                                        |       | DVD    |
| Chemillé-en-Anjou   | Hervé Martin                                                         |       | DVD    |
| Chemillé-en-Anjou   | Maryvonne Martin                                                     |       | UDI    |
| Cholet-1            | Patrice Brault                                                       |       | DVD    |
| Cholet-1            | Florence Dabin                                                       |       | LR     |
| Cholet-2            | Jean-Pierre Chavassieux                                              |       | UDI    |
| Cholet-2            | Myriam Dubois-Besson                                                 |       | UDI    |
| Doué-en-Anjou       | Bruno Cheptou                                                        |       | DVG    |
| Doué-en-Anjou       | Jocelyne Martin                                                      |       | DVG    |
| Longué-Jumelles     | Guy Bertin                                                           |       | DVD    |
| Longué-Jumelles     | Marie Seyeux                                                         |       | DVD    |
| Mauges-sur-Loire    | Aline Bray                                                           |       | DVD    |
| Mauges-sur-Loire    | Gilles Pitton                                                        |       | DVD    |
| Les Ponts-de-Cé     | Brigitte Guglielmi                                                   |       | DVG    |
| Les Ponts-de-Cé     | Jean-Paul Pavillon                                                   |       | PS     |
| Sèvremoine          | Jean-Paul Boisneau                                                   |       | LR     |
| Sèvremoine          | Isabel Volant                                                        |       | DVD    |
| Saumur              | Françoise Damas                                                      |       | UDI    |
| Saumur              | Laurent Hamon                                                        |       | LR     |
| Segré-en-Anjou Bleu | Gilles Grimaud                                                       |       | DVD    |
| Segré-en-Anjou Bleu | Marie-Jo Hamard                                                      |       | DVD    |
| Tiercé              | Régine Brichet                                                       |       | DVD    |
| Tiercé              | Nooreddine Muhammad                                                  |       | DVD    |

## Période 2011-2015

### Composition du conseil général deMaine-et-Loire(41 sièges)
| Parti                                                                     | Sigle | Élus |
| ------------------------------------------------------------------------- | ----- | ---- |
| Opposition (13 sièges)                                                    |       |      |
| Parti socialiste                                                          | PS    | 9    |
| Divers gauche                                                             | DVG   | 3    |
| Parti radical de gauche                                                   | PRG   | 1    |
| Majorité (28 sièges)                                                      |       |      |
| Union pour un mouvement populaire                                         | UMP   | 13   |
| Divers droite                                                             | DVD   | 9    |
| Union des démocrates et indépendants                                      | UDI   | 6    |
| Président du Conseil Général                                              |       |      |
| Christophe Béchu (UMP / 2011-2014) puis Christian Gillet (NC / 2014-2015) |       |      |

### Liste des conseillers généraux deMaine-et-Loire
| Canton                            | Circonscription | Conseiller général       | Parti | Parti | Série |
| --------------------------------- | --------------- | ------------------------ | ----- | ----- | ----- |
| Arrondissement d'Angers           |                 |                          |       |       |       |
| canton d'Angers-Centre            | 2               | François Chanteux        |       | UMP   | 2008  |
| canton d'Angers-Est               | 2               | Gérard Pilet             |       | PS    | 2008  |
| canton d'Angers-Nord              | 2               | Jean-Luc Rotureau        |       | PS    | 2008  |
| canton d'Angers-Nord-Est          | 2               | Claude Desblancs         |       | PS    | 2008  |
| canton d'Angers-Nord-Ouest        | 2               | Christophe Béchu         |       | UMP   | 2008  |
| canton d'Angers-Ouest             | 2               | Fatimata Amy             |       | PS    | 2011  |
| canton d'Angers-Sud               | 2               | Norma Mével-Pla          |       | PS    | 2011  |
| canton d'Angers-Trélazé           | 2               | Grégory Blanc            |       | PS    | 2011  |
| canton de Beaufort-en-Vallée      | 2               | Marie-Pierre Martin      |       | UMP   | 2008  |
| canton de Chalonnes-sur-Loire     | 2               | Stella Dupont            |       | PS    | 2011  |
| canton de Durtal                  | 2               | Jean-Luc Davy            |       | UMP   | 2011  |
| canton de Louroux-Béconnais       | 2               | Michel Bourcier          |       | DVD   | 2008  |
| canton des Ponts-de-Cé            | 2               | Philippe Bodard          |       | DVG   | 2011  |
| canton de Saint-Georges-sur-Loire | 2               | Jean-Marie Gaudin        |       | DVD   | 2011  |
| canton de Seiches-sur-le-Loir     | 2               | Marc Bérardi             |       | DVG   | 2008  |
| canton de Thouarcé                | 2               | Michel Piron             |       | UDI   | 2008  |
| canton de Tiercé                  | 2               | André Marchand           |       | PS    | 2008  |
| Arrondissement de Cholet          |                 |                          |       |       |       |
| canton de Beaupréau               | 2               | Gilles Leroy             |       | UDI   | 2008  |
| canton de Champtoceaux            | 2               | Brigitte Rey             |       | DVD   | 2013  |
| canton de Chemillé                | 2               | Michel Mignard           |       | UMP   | 2008  |
| canton de Cholet-1                | 2               | Jean-Paul Boisneau       |       | UMP   | 2011  |
| canton de Cholet-2                | 2               | Jean-Pierre Chavassieux  |       | UDI   | 2011  |
| canton de Cholet-3                | 2               | Florence Dabin-Hérault   |       | UMP   | 2008  |
| canton de Montfaucon-Montigné     | 2               | Jacques Hy               |       | UDI   | 2008  |
| canton de Montrevault             | 2               | Serge Piou               |       | UMP   | 2011  |
| canton de Saint-Florent-le-Vieil  | 2               | Christian Rosello        |       | DVD   | 2011  |
| Arrondissement de Saumur          |                 |                          |       |       |       |
| canton d’Allonnes                 | 2               | Guy Bertin               |       | DVD   | 2011  |
| canton de Baugé                   | 2               | Philippe Chalopin        |       | UMP   | 2011  |
| canton de Doué-la-Fontaine        | 2               | Bruno Cheptou            |       | PS    | 2011  |
| canton de Gennes                  | 2               | Alain Lauriou            |       | UDI   | 2011  |
| canton de Longué-Jumelles         | 2               | Michel Ruault            |       | DVD   | 2008  |
| canton de Montreuil-Bellay        | 2               | Dominique Monnier        |       | DVD   | 2008  |
| canton de Noyant                  | 2               | Jean Touchard            |       | UMP   | 2008  |
| canton de Saumur-Nord             | 2               | Jean-Michel Marchand     |       | PRG   | 2011  |
| canton de Saumur-Sud              | 2               | Jackie Goulet            |       | DVG   | 2011  |
| canton de Vihiers                 | 2               | Christian Gillet         |       | UDI   | 2008  |
| Arrondissement de Segré           |                 |                          |       |       |       |
| canton de Candé                   | 2               | Gérard Delaunay          |       | UMP   | 2011  |
| canton de Châteauneuf-sur-Sarthe  | 2               | Paul Jeanneteau          |       | UMP   | 2008  |
| canton du Lion-d'Angers           | 2               | Jean-François Bonsergent |       | DVD   | 2008  |
| canton de Pouancé                 | 2               | Marie-Jo Hamard          |       | DVD   | 2011  |
| canton de Segré                   | 2               | Gilles Grimaud           |       | UMP   | 2011  |

## Anciens conseillers généraux par canton

### Arrondissement d'Angers

#### Canton d'Angers-Centre
| Période | Période | Identité                    | Étiquette    | Qualité                   |
| ------- | ------- | --------------------------- | ------------ | ------------------------- |
| 1964    | 1975    | Suzanne Bouvet              | DVD          |                           |
| 1975    | 1990    | Pierre Roland               | RPR          |                           |
| 1991    | 2010    | François Chanteux           | RPR puis UMP | décédé en cours de mandat |
| 2010    | 2015    | Frédérique Drouet d'Aubigny | UMP          |                           |

#### Canton d'Angers-Est
| Période | Période | Identité             | Étiquette   | Qualité                                              |
| ------- | ------- | -------------------- | ----------- | ---------------------------------------------------- |
| 1973    | 1988    | Jean Monnier         | PS puis DVG | Maire d'Angers (1977-1998)                           |
| 1988    | 1998    | Jean-Claude Antonini | PS          | Ancien Maire d'Angers 1998-2012                      |
| 1998    | 2015    | Gérard Pilet         | PS          | Ancien Maire de Saint-Barthélemy-d'Anjou (2001-2006) |

#### Canton d'Angers-Nord
| Période | Période | Identité          | Étiquette                | Qualité                                                       |
| ------- | ------- | ----------------- | ------------------------ | ------------------------------------------------------------- |
| 1945    | 1994    | Jean Sauvage      | MRP puis CD puis UDF-CDS | Sénateur (1965-1983) Président du Conseil Général (1982-1994) |
| 1994    | 2001    | Robert Robin      | PS                       | Adjoint au Maire d'Angers                                     |
| 2001    | 2015    | Jean-Luc Rotureau | PS                       | Adjoint au Maire d'Angers                                     |

#### Canton d'Angers-Nord-Est
| Période | Période | Identité          | Étiquette    | Qualité                                                  |
| ------- | ------- | ----------------- | ------------ | -------------------------------------------------------- |
| 1945    | 1951    | Auguste Allonneau | SFIO         | Professeur Maire d'Angers (1945-1947) Député (1945-1951) |
| 1951    | 1958    | M. Pasquier       | CNI          |                                                          |
| 1958    | 1976    | Prosper David     | CNI          |                                                          |
| 1976    | 1982    | Jean Rousseau     | PS           |                                                          |
| 1982    | 1988    | Roselyne Bachelot | RPR puis UMP | Députée (1988-2002) Ministre (2002-2004 et 2007-2012)    |
| 1988    | 2015    | Claude Desblancs  | PS           |                                                          |

#### Canton d'Angers-Nord-Ouest
| Période | Période          | Identité         | Étiquette    | Qualité |
| ------- | ---------------- | ---------------- | ------------ | --- |
| 1982    | 2001             | Marc Laffineur   | UDF puis DL  | Maire d'Avrillé depuis 1983 Député de 1988 à 2011                                                                    |
| 2001    | 2014 (démission) | Christophe Béchu | RPR puis UMP | Président du Conseil général (2004-2014) Député Européen (2009-2011) Sénateur depuis 2011 Maire d'Angers depuis 2014 |
| 2014    | 2015             | Michelle Moreau  |              | |

#### Canton d'Angers-Ouest
| Période | Période | Identité         | Étiquette       | Qualité                                       |
| ------- | ------- | ---------------- | --------------- | --------------------------------------------- |
| 1945    | 1949    | Germaine Canonne | SFIO            | Institutrice                                  |
| 1949    | 1955    | M. Bourbeillon   | RPF puis SE     |                                               |
| 1955    | 1998    | Jean Turc        | CNI puis UDF-PR | Maire d'Angers (1963-1977) Député (1956-1962) |
| 1998    | 2011    | Hervé Carré      | PS puis SE      |                                               |
| 2011    | 2015    | Fatimata Amy     | PS              | Adjointe au Maire de Bouchemaine              |

#### Canton d'Angers-Sud
| Période | Période         | Identité        | Étiquette       | Qualité                                                                   |
| ------- | --------------- | --------------- | --------------- | ------------------------------------------------------------------------- |
| 1961    | 1979            | Auguste Chupin  | CD puis UDF-CDS | Sénateur (1974-1992)                                                      |
| 1979    | 2004            | André Lardeux   | RPR puis UMP    | Président du Conseil général (1995-2004) Sénateur (2001-2011)             |
| 2004    | 7 décembre 2010 | Frédéric Béatse | PS              | Maire d'Angers 7e vice-président du Conseil régional des Pays de la Loire |
| 2011    | 2015            | Norma Mével-Pla | PS              | Sociologue Adjointe au maire d'Angers                                     |

#### Canton d'Angers-Trélazé
| Période | Période | Identité        | Étiquette | Qualité                                         |
| ------- | ------- | --------------- | --------- | ----------------------------------------------- |
| 1973    | 1998    | Hubert Grimault | UDF-CDS   | Député (1988-2002)                              |
| 1998    | 2007    | Marc Goua       | PS        | Député depuis 2007 Maire de Trélazé depuis 1995 |
| 2007    | 2015    | Grégory Blanc   | PS        | adjoint au maire de Trélazé                     |

À la suite de la démission pour cause de cumul de mandats de Marc Goua, Grégory Blanc a été élu lors d'une élection partielle organisée les 30 septembre et 7 octobre 2007.

#### Canton de Beaufort-en-Vallée
| Période | Période | Identité                 | Étiquette                     | Qualité                                                                                             |
| ------- | ------- | ------------------------ | ----------------------------- | --------------------------------------------------------------------------------------------------- |
| 1945    | 1965    | Guy de Rosemont          | DVD puis RS puis RPF puis UNR | |
| 1965    | 1991    | Roger Serreau            | DVD puis UDF-CDS              | Maire de Beaufort-en-Vallée                                                                         |
| 1991    | 2002    | Jean-Charles Taugourdeau | RPR                           | Maire de Beaufort-en-Vallée depuis 1991 Président de la Communauté de Communes de Beaufort-en-Anjou |
| 2002    | 2015    | Marie-Pierre Martin      | UMP                           | Vice-Présidente du Conseil Général Adjointe au Maire de Beaufort-en-Vallée                          |

#### Canton de Chalonnes-sur-Loire
| Période | Période | Identité          | Étiquette    | Qualité                                  |
| ------- | ------- | ----------------- | ------------ | ---------------------------------------- |
| 1870    | 1880    | Ernest Chevalier  |              |                                          |
| 1945    | 1961    | Eugène Robin      | DVD          |                                          |
| 1961    | 1967    | Jean Fouillet     | UNR puis UDR |                                          |
| 1967    | 1973    | Raymond Boussarie | DVD          |                                          |
| 1973    | 1984    | Jean Fouillet     | DVD          | Maire de Rochefort-sur-Loire             |
| 1984    | 1985    | Alain Poirier     | DVG          |                                          |
| 1985    | 2004    | Michel Bordereau  | UDF-CDS      | Maire de Chalonnes-sur-Loire             |
| 2004    | 2015    | Stella Dupont     | PS           | maire de Chalonnes-sur-Loire depuis 2008 |

#### Canton de Durtal
| Période | Période | Identité         | Étiquette   | Qualité                                          |
| ------- | ------- | ---------------- | ----------- | ------------------------------------------------ |
| 1945    | 1949    | Jean Raguin      | RI          |                                                  |
| 1949    | 1961    | Jean de Blois    | DVD         |                                                  |
| 1961    | 2004    | Charles Jolibois | RI puis UDF | Maire d'Étriché (1956-2008) Sénateur (1983-2001) |
| 2004    | 2015    | Jean-Luc Davy    | UMP         | Maire de Daumeray depuis 1995                    |

#### Canton du Louroux-Béconnais
| Période | Période | Identité            | Étiquette       | Qualité                                     |
| ------- | ------- | ------------------- | --------------- | ------------------------------------------- |
| 1945    | 1964    | Olivier Cassin      | DVD             |                                             |
| 1964    | 1988    | Louis Michel        | CD puis UDF-CDS | Maire du Louroux-Béconnais (1971-1989)      |
| 1988    | 1992    | Paul Lépine         | UDF-CDS         | Maire du Louroux-Béconnais (1989-1991)      |
| 1992    | 2001    | Jean-Claude Poutier | UDF             | Maire du Louroux-Béconnais (1991-2004)      |
| 2001    | 2008    | Marcel Pichavant    | DVD             | Maire de Bécon-les-Granits                  |
| 2008    | 2015    | Michel Bourcier     | DVD             | Maire de Le Louroux-Béconnais (depuis 2004) |

#### Canton des Ponts-de-Cé
| Période | Période | Identité                      | Étiquette   | Qualité                                                                                                   |
| ------- | ------- | ----------------------------- | ----------- | --- |
| 1833    | 1845    | René-Marie de Buzelet         |             | |
| 1845    | 1852    | Henri Guillier de La Tousche  |             | Maire d'Angers de 1848 à 1851                                                                             |
| 1852    | 1855    | Jean Martial Bineau           |             | |
| 1855    | 1867    | Jean-Baptiste Boutton-Levêque |             | |
| 1867    | 1871    | Charles Chauvin               |             | Maire de Mûrs de 1858 à 1877                                                                              |
| 1871    | 1883    | Raoul de Chemellier           |             | |
| 1883    | 1889    | Adolphe Emery                 |             | |
| 1889    | 1905    | Jean-Joseph Boutton           |             | Maire des Ponts-de-Cé                                                                                     |
| 1905    | 1913    | Roger de Terves               |             | |
| 1913    | 1937    | Abel Boutin-desvignes         |             | |
| 1937    | 1940    | Henri Dubois-Féron            |             | |
| 1945    | 1961    | Adolphe Girardeau             | DVD         | |
| 1961    | 1965    | Joseph Cherbonneau            |             | Maire de Mûrs-Erigné(1945-1965)(Mûrs avant 1953)                                                          |
| 1966    | 1967    | Maurice Joubert               | RI          | |
| 1967    | 1973    | Jean Foyer                    | UDR         | Député (1959-1988) Maire de Contigné (1959-2001) Secrétaire d'Etat puis Ministre (1960-1967 et 1972-1973) |
| 1973    | 1998    | Guy Poirier                   | DVD         | Maire des Ponts-de-Cé                                                                                     |
| 1998    | 2004    | Jean-Claude Boyer             | PS          | Conseillers municipal des Ponts-de-Cé                                                                     |
| 2004    | 2015    | Philippe Bodard               | PS puis DVG | Maire de Mûrs-Erigné depuis 1995                                                                          |

#### Canton de Saint-Georges-sur-Loire
| Période | Période | Identité          | Étiquette             | Qualité                            |
| ------- | ------- | ----------------- | --------------------- | ---------------------------------- |
| 1945    | 1967    | Emile Bournier    | DVD puis UNR puis UDR |                                    |
| 1967    | 1979    | Bernard Guitton   | DVD                   | Maire de Saint-Georges-sur-Loire   |
| 1979    | 1985    | Philippe Etcharry | DVD                   |                                    |
| 1985    | 1998    | Jean Saint-Bris   | RPR                   |                                    |
| 1998    | 2011    | Rémy Martin       | DVG                   | Maire de Savennières jusqu'en 2008 |
| 2011    | 2015    | Jean-Marie Gaudin | DVD                   | Maire de Saint-Germain-des-Prés    |

#### Canton de Seiches-sur-le-Loir
| Période | Période | Identité          | Étiquette             | Qualité                                                       |
| ------- | ------- | ----------------- | --------------------- | ------------------------------------------------------------- |
| 1908    | 1943    | Alfred Rabouin    | AD                    | Député (1914-1943) maire de Seiches-sur-le-Loir               |
| 1945    | 1964    | Étienne Rabouin   | DVD puis RPF puis UNR | Président du Conseil général (1945-1952) sénateur (1948-1965) |
| 1964    | 1965    | Camille Girardeau | MRP                   | Maire de Corzé (1945-1965)                                    |
| 1966    | 2001    | Christian Martin  | CD puis UDF-CDS       | Député (1993-2002)                                            |
| 2001    | 2008    | André Lainard     | DVG                   | Maire de Seiches-sur-le-Loir (1989-2008)                      |
| 2008    | 2015    | Marc Bérardi      | DVG                   | Adjoint au Maire de Beauvau                                   |

#### Canton de Thouarcé
| Période | Période | Identité                              | Étiquette | Qualité                                                                |
| ------- | ------- | ------------------------------------- | --------- | ---------------------------------------------------------------------- |
| 1802    | 1807    | Timoléon de Cossé-Brissac (1775-1848) |           |                                                                        |
| 1945    | 1951    | Henri Cesbron-Lavau                   | DVD       |                                                                        |
| 1951    | 1976    | Pierre de Saint-Pern                  | DVD       |                                                                        |
| 1976    | 1994    | Jean-Robert Jolivet                   | UDF-CDS   |                                                                        |
| 1994    | 2001    | Camille Laurendeau                    | DVD       | Maire de Valanjou (1989-2001)                                          |
| 2001    | 2008    | Michel Piron                          | UDF       | Député depuis 2002 Maire de Thouarcé (1983-2003)                       |
| 2008    | 2015    | Michel Piron                          | UMP       | Conseiller municipal de Thouarcé Président de la C.C. Coteaux du Layon |

#### Canton de Tiercé
| Période | Période | Identité          | Étiquette       | Qualité                       |
| ------- | ------- | ----------------- | --------------- | ----------------------------- |
| 1925    | 1940    | André Cointreau   | Modéré          | Député (1932-1940)            |
| 1945    | 1958    | Arthur Bachelot   | RI              |                               |
| 1958    | 1963    | André Cointreau   | Modéré          |                               |
| 1963    | 1989    | René Goujon       | CD puis UDF-CDS |                               |
| 1989    | 1994    | Jean-Yves Justeau | DVD             |                               |
| 1994    | 2001    | Bernard Guyard    | DVD             | Adjoint au Maire de Tiercé    |
| 2001    | 2015    | André Marchand    | DVG             | Maire de Briollay depuis 2008 |

### Arrondissement de Cholet

#### Canton de Beaupréau
| Période | Période   | Identité                            | Étiquette                | Qualité                           |
| ------- | --------- | ----------------------------------- | ------------------------ | --------------------------------- |
| 1848    | ????      | Henri Louis Marie de Durfort-Civrac | Conservateur-légitimiste | Conseiller municipal de Beaupréau |
| 1945    | 1958      | Pierre de Blacas                    | DVD                      |                                   |
| 1958    | 1976      | André Chiron                        | MRP puis DVD             |                                   |
| mars    | août 1976 | Paul Grimaud                        | DVD                      |                                   |
| 1976    | 1994      | Jean Séchet                         | UDF-CDS                  | Maire de Beaupréau                |
| 1994    | 2008      | Dominique Brossier                  | UDF                      | Maire de Jallais                  |
| 2008    | 2015      | Gilles Leroy                        | UMP                      |                                   |

#### Canton de Champtoceaux
| Période | Période | Identité                      | Étiquette                               | Qualité                                       |
| ------- | ------- | ----------------------------- | --------------------------------------- | --------------------------------------------- |
| 1928    | 1940    | Henri de Saint-Pern           | FR                                      | Député (1936-1940)                            |
| 1945    | 1994    | René Le Bault de La Morinière | DVD puis RPF puis UNR puis UDR puis RPR | Député (1958-1973) Maire de Landemont         |
| 1994    | 2008    | Roger Chevalier               | UDF                                     | Maire de Saint-Laurent-des-Autels (1989-2008) |
| 2008    | 2015    | Roger Chevalier               | DVD                                     | Vice-Président du Conseil Général             |

#### Canton de Chemillé
| Période | Période  | Identité                                        | Étiquette                     | Qualité                                                         |
| ------- | -------- | ----------------------------------------------- | ----------------------------- | --------------------------------------------------------------- |
| 1871    | 1903     | Armand-Urbain de Maillé de La Tour-Landry       | Union des Droites             | Député (1871-1896) Sénateur (1896–1903)                         |
| 1903    | En cours | Louis Armand Joseph de Maillé de La Tour-Landry | Action libérale               | Député (1907-1907)                                              |
| 1922    | 1940     | François de Polignac                            | PSF                           | Député (1928-1940) maire de La Jumellière                       |
| 1945    | 1958     | Joseph Barbary                                  | DVD puis RPF puis MRP puis RS | Médecin Député (1945)                                           |
| 1958    | 1976     | Hubert de Polignac                              | DVD                           | Maire de La Jumellière (1965-1971)                              |
| 1976    | 1994     | Jean Chalopin                                   | UDR puis RPR                  | Député (1963-1967 et 1972-1976) Maire de Chemillé (1963-1976)   |
| 1994    | 2001     | André Rochard                                   | DVD                           |                                                                 |
| 2001    | 2015     | Michel Mignard                                  | UMP                           | Vice-Président du Conseil Général Maire de Chemillé depuis 1994 |

#### Canton de Cholet 1
| Période | Période | Identité                | Étiquette   | Qualité                            |
| ------- | ------- | ----------------------- | ----------- | ---------------------------------- |
| 1945    | 1961    | Francis Bouet           | MRP         | Maire de Cholet (1947-1958)        |
| 1961    | 1975    | Georges Prisset         | MRP puis CD | Maire de Cholet (1958-1965)        |
| 1975    | 1992    | Guy Ronsin              | RPR         |                                    |
| 1992    | 1998    | Germaine Heulin-Boucard | RPR         | Adjointe au Maire de Cholet        |
| 1998    | 2004    | Antoine Mouly           | DVG         | Conseiller municipal de Cholet     |
| 2004    | 2015    | Jean-Paul Boisneau      | UMP         | Maire de La Séguinière depuis 1995 |

#### Canton de Cholet 2
| Période | Période | Identité                | Étiquette       | Qualité                                                                                   |
| ------- | ------- | ----------------------- | --------------- | ----------------------------------------------------------------------------------------- |
| 1961    | 1967    | René Verger             | CD              |                                                                                           |
| 1967    | 1988    | Maurice Ligot           | CNI puis UDF    | Député (1973-1976 et 1978-2002) Maire de Cholet (1965-1995) Secrétaire d’État (1976-1978) |
| 1988    | 1992    | Jacquelin Ligot         | UDF             |                                                                                           |
| 1992    | 2004    | Jean-Louis Belouard     | DVD puis UDF-FD | Maire de Maulévrier                                                                       |
| 2004    | 2015    | Jean-Pierre Chavassieux | DVD             | Maire de Maulévrier                                                                       |

#### Canton de Cholet 3
| Période | Période | Identité               | Étiquette        | Qualité                                              |
| ------- | ------- | ---------------------- | ---------------- | ---------------------------------------------------- |
| 1973    | 1994    | Francis Bochereau      | CDP puis UDF-CDS |                                                      |
| 1994    | 2008    | Michel Manceau         | DVD              | Ancien maire (1971-2004) de Saint-Christophe-du-Bois |
| 2008    | 2015    | Florence Dabin-Hérault | UMP              | Adjointe au Maire de Cholet                          |

#### Canton de Montfaucon-Montigné
| Période | Période | Identité           | Étiquette | Qualité                                                            |
| ------- | ------- | ------------------ | --------- | ------------------------------------------------------------------ |
| 1871    | 1876    | Paul Mayaud        |           |                                                                    |
| 1945    | 1951    | François Bordais   | MRP       |                                                                    |
| 1951    | 1976    | Pierre Mulliez     | CNI       |                                                                    |
| 1976    | 1994    | Madeleine Grégoire | UDF       |                                                                    |
| 1994    | 2008    | Jacques Hy         | UDF-CDS   | Maire de Saint-Macaire-en-Mauges depuis 2001                       |
| 2008    | 2015    | Jacques Hy         | MoDem     | Vice-Président du Conseil Général Maire de Saint-Macaire-en-Mauges |

#### Canton de Montrevault
| Période | Période | Identité                            | Étiquette                    | Qualité                                                                            |
| ------- | ------- | ----------------------------------- | ---------------------------- | ---------------------------------------------------------------------------------- |
| 1945    | 1972    | Pierre de Villoutreys de Brignac    | DVD puis RPF puis RS puis RI | Maire de Chaudron-en-Mauges                                                        |
| 1972    | 1992    | Christian de Villoutreys de Brignac | RI puis UDF-PR               | Maire de Chaudron-en-Mauges                                                        |
| 1992    | 2011    | Christian Gaudin                    | UDF puis MoDem puis NC       | Sénateur de 2001 à 2010, ancien maire du Fuilet, administrateur supérieur des TAAF |
| 2011    | 2015    | Serge Piou                          | UMP                          | Maire de Saint-Pierre-Montlimart                                                   |

#### Canton de Saint-Florent-le-Vieil
| Période | Période | Identité          | Étiquette            | Qualité                                                                                         |
| ------- | ------- | ----------------- | -------------------- | ----------------------------------------------------------------------------------------------- |
| 1945    | 1979    | Fernand Esseul    | DVD puis CNI puis RI | Président du Conseil Général (1962-1979) Maire de La Pommeraye (1945-1976) Sénateur (1965-1974) |
| 1979    | 1987    | Georges Menan     | UDF-CDS              |                                                                                                 |
| 1987    | 1998    | François Blouin   | UDF-CDS              |                                                                                                 |
| 1998    | 2015    | Christian Rosello | DVD                  | Vice-Président du Conseil Général Maire du Mesnil-en-Vallée depuis 1989                         |

### Arrondissement de Saumur

#### Canton d'Allonnes
| Période | Période | Identité          | Étiquette | Qualité                                 |
| ------- | ------- | ----------------- | --------- | --------------------------------------- |
| 1961    | 1979    | Amédée Ossant     | DVD       | Maire d'Allonnes                        |
| 1979    | 1992    | Pierre Constantin | UDF       |                                         |
| 1992    | 1994    | Armand Goyet      | DVG       |                                         |
| 1994    | 2011    | Allain Richard    | SE        | Maire de Vivy jusqu'en 2008             |
| 2011    | 2015    | Guy Bertin        | DVD       | Professeur Maire de Neuillé depuis 2001 |

#### Canton de Baugé
| Période | Période | Identité          | Étiquette    | Qualité                                                                |
| ------- | ------- | ----------------- | ------------ | ---------------------------------------------------------------------- |
| 1945    | 1958    | Xavier Thuau      | DVD          |                                                                        |
| 1958    | 1973    | Adolphe Sirodeau  | UNR puis DVD | Maire de Baugé (1959-1983)                                             |
| 1973    | 1979    | Hubert Bourgeois  | DVD          |                                                                        |
| 1979    | 1985    | Alain Chaslerie   | PS           |                                                                        |
| 1985    | 1992    | Pierre Salvetat   | UDF-CDS      | Maire de Baugé (1983-1995)                                             |
| 1992    | 2004    | Pierre Guibert    | PS           | Maire de Saint-Martin-d'Arcé                                           |
| 2004    | 2011    | Régis Dangremont  | PS           | Maire de Saint-Quentin-lès-Beaurepaire depuis 2008 Conseiller régional |
| 2011    | 2015    | Philippe Chalopin | DVD          | Maire de Baugé                                                         |

#### Canton de Doué-la-Fontaine
| Période | Période | Identité                      | Étiquette                              | Qualité                                                                             |
| ------- | ------- | ----------------------------- | -------------------------------------- | ----------------------------------------------------------------------------------- |
| 1919    | 1961    | Jean de Geoffre de Chabrignac | Conservateur puis RPF puis RS puis UNR | Député (1946-1951) Sénateur (1951-1965) Conseiller municipal des Verchers-sur-Layon |
| 1961    | 1992    | Joseph Touchais               | DVD puis UDF-CDS                       | Adjoint au Maire de Doué-la-Fontaine                                                |
| 1992    | 2004    | Jean-Pierre Pohu              | app. RPR                               | Maire de Doué-la-Fontaine                                                           |
| 2004    | 2015    | Bruno Cheptou                 | PS                                     | Conseiller municipal de Doué-la-Fontaine                                            |

#### Canton de Gennes
| Période | Période | Identité            | Étiquette              | Qualité                        |
| ------- | ------- | ------------------- | ---------------------- | ------------------------------ |
| 1945    | 1973    | Joseph Cocard       | DVD                    | Maire de Gennes                |
| 1973    | 1992    | André Courtiaud     | UDF-CDS                | Maire de Gennes                |
| 1992    | 1998    | Jacques Boussoutrot | DVD                    | Maire de Gennes                |
| 1998    | 2015    | Alain Lauriou       | DVD puis MoDem puis SE | Conseiller municipal de Gennes |

#### Canton de Longué-Jumelles
| Période | Période | Identité          | Étiquette     | Qualité |
| ------- | ------- | ----------------- | ------------- | --- |
| 1945    | 1976    | Lucien Boissin    | SFIO puis DVG | Médecin |
| 1976    | 2008    | Edmond Alphandéry | UDF-CDS       | Député (1978-1993) Ministre (1993-1995) Président du Conseil Général (1994-1995) Maire de Longué-Jumelles (1977-2008) |
| 2008    | 2015    | Michel Ruault     | UMP           | Agriculteur |

#### Canton de Montreuil-Bellay
| Période | Période | Identité                 | Étiquette    | Qualité                                                                                        |
| ------- | ------- | ------------------------ | ------------ | ---------------------------------------------------------------------------------------------- |
| 1945    | 1951    | Joseph Civrays           | Rad.         |                                                                                                |
| 1951    | 1964    | Jacques de Boischevalier | DVD          |                                                                                                |
| 1964    | 1973    | Edgard Pisani            | UDR puis SE  | Député (1967-1968) Ministre de l'Agriculture (1961-1966) Maire de Montreuil-Bellay (1965-1975) |
| 1973    | 1994    | Georges de Grandmaison   | DVD puis UDF |                                                                                                |
| 1994    | 2001    | Claude Beaumont          | UDF          |                                                                                                |
| 2001    | 2008    | Dominique Monnier        | DVD          |                                                                                                |
| 2008    | 2015    | Dominique Monnier        | UMP          | Vice-Président du Conseil Général                                                              |

#### Canton de Noyant
| Période | Période | Identité      | Étiquette                                            | Qualité                                        |
| ------- | ------- | ------------- | ---------------------------------------------------- | ---------------------------------------------- |
| 1945    | 1970    | Paul Boudon   | Gaulliste puis RPF puis RS puis UNR puis UDR puis SE | Député (1971-1978) Maire de Noyant (1953-1965) |
| 1970    | 1976    | Albert Guérin | CD                                                   | Maire de Noyant (1965-1977)                    |
| 1976    | 1994    | Claude Amis   | UDF-CDS                                              |                                                |
| 1994    | 2015    | Jean Touchard | DVG puis DVD puis UMP                                | Vice-Président du Conseil Général              |

#### Canton de Saumur-Nord
| Période | Période | Identité             | Étiquette      | Qualité                                                                               |
| ------- | ------- | -------------------- | -------------- | ------------------------------------------------------------------------------------- |
| 1945    | 1955    | M. Le Manach         | DVD            |                                                                                       |
| 1955    | 19..    | M. Ossant            | DVD            |                                                                                       |
| 19..    | 1967    | Théophile Pelon      | Rad.           |                                                                                       |
| 1967    | 1973    | René Briand          | Rad. puis MRG  |                                                                                       |
| 1973    | 1984    | Lucien Gautier       | UDR puis RPR   | Sénateur (1965-1983) Président du Conseil Général (1979-1982)                         |
| 1984    | 1992    | Lucien Cousseau      | RPR            |                                                                                       |
| 1992    | 2004    | Paul Boisnier        | RPR            |                                                                                       |
| 2004    | 2015    | Jean-Michel Marchand | Verts puis PRG | Député (1997-2002) Maire de Saumur (2001-2008) Ancien Président de la C. A. de Saumur |

#### Canton de Saumur-Sud
| Période | Période | Identité            | Étiquette    | Qualité                                                                                          |
| ------- | ------- | ------------------- | ------------ | ------------------------------------------------------------------------------------------------ |
| 1945    | 1953    | Emmanuel Clairefond | MRP          | Député (1946) Sénateur (1946-1948) Vice-Président du Conseil Général Maire de Saumur (1945-1953) |
| 1954    | 1955    | Jean Clairefond     |              |                                                                                                  |
| 1955    | 1973    | Lucien Gautier      | UNR puis UDR | Sénateur (1965-1983)                                                                             |
| 1973    | 1979    | Lucien Méhel        | UDF          | Maire de Saumur (1971-1983)                                                                      |
| 1979    | 1985    | Jacques Percereau   | PS           | Député (1986-1988)                                                                               |
| 1985    | 1988    | Jean-Paul Hugot     | RPR          | Sénateur (1992-2001) Maire de Saumur (1983-2001)                                                 |
| 1988    | 2004    | Louis Robineau      | UDF-CDS      | Maire de Chacé (1967-2006)                                                                       |
| 2004    | 2015    | Jackie Goulet       | DVG          | Maire de Turquant                                                                                |

#### Canton de Vihiers
| Période | Période | Identité                                  | Étiquette       | Qualité                                   |
| ------- | ------- | ----------------------------------------- | --------------- | ----------------------------------------- |
| 1886    | 1901    | Arthur des Nouhes de La Loucherie (+1901) | Conservateur    |                                           |
| 1901    | 1928    | René Chaillou de Fougerolle (1854-1936)   | Conservateur    |                                           |
| 1928    | 1934    | Henry de Nompère de Champagny (1890-1944) |                 |                                           |
| 1934    | 1938    | Jacques Ouvrard                           |                 |                                           |
| 1938    | 1940    | Henry de Nompère de Champagny             |                 |                                           |
| 1945    | 1964    | Jean de Falloux                           | Indépendant     |                                           |
| 1964    | 1988    | Jean Coudert                              | CD puis UDF-CDS |                                           |
| 1988    | 2015    | Christian Gillet                          | UDF puis NC     | Premier Vice-Président du Conseil Général |

### Arrondissement de Segré

#### Canton de Candé
| Période | Période | Identité          | Étiquette       | Qualité                                                      |
| ------- | ------- | ----------------- | --------------- | ------------------------------------------------------------ |
| 1945    | 1961    | Jean de Fontanges | DVD             | Maire de Challain-la-Potherie                                |
| 1961    | 1967    | Albert Auvray     | UNR puis UDR    |                                                              |
| 1967    | 1985    | Henri de Kerautem | RI puis UDF-PR  | Maire d'Angrie                                               |
| 1985    | 1998    | René Lefrancq     | RPR             | Maire de Candé (1983-2001)                                   |
| 1998    | 2015    | Gérard Delaunay   | UDF-DL puis UMP | Maire de Candé depuis 2001 Vice-Président du Conseil Général |

#### Canton de Châteauneuf-sur-Sarthe
| Période | Période | Identité                         | Étiquette       | Qualité                                                                                    |
| ------- | ------- | -------------------------------- | --------------- | ------------------------------------------------------------------------------------------ |
| 1874    | 1884    | Louis Eugène Janvier de La Motte | Appel au peuple | Maire de Juvardeil                                                                         |
| 1945    | 1958    | Victor Deneau                    | Rad.            |                                                                                            |
| 1958    | 1988    | Raymond Roinard                  | DVD             | Maire de Miré                                                                              |
| 1988    | 2001    | Yves Constantin                  | UDF             |                                                                                            |
| 2001    | 2015    | Paul Jeanneteau                  | UDF puis UMP    | Député depuis 2007 Maire de Champigné depuis 1995 Ancien Vice-Président du Conseil Général |

#### Canton du Lion-d'Angers
| Période | Période | Identité                 | Étiquette     | Qualité                               |
| ------- | ------- | ------------------------ | ------------- | ------------------------------------- |
| 1945    | 1962    | Joseph Halligon          | apparenté MRP |                                       |
| 1962    | 1982    | Maurice Foucher          | DVD           |                                       |
| 1982    | 2001    | André Thibault           | UDF-CDS       | Maire du Lion d'Angers                |
| 2001    | 2015    | Jean-François Bonsergent | DVD puis UMP  | Conseiller municipal du Lion-d'Angers |

#### Canton de Pouancé
| Période | Période | Identité        | Étiquette                | Qualité                                                                                       |
| ------- | ------- | --------------- | ------------------------ | --------------------------------------------------------------------------------------------- |
| 1945    | 1955    | Louis Bessières | MRP                      | Maire de Pouancé (1944-1947)                                                                  |
| 1955    | 1961    | Georges Loire   | DVD                      | Maire de Pouancé (1947-1965)                                                                  |
| 1961    | 1982    | Henri Gazeau    | MRP puis CD puis UDF-CDS | Maire de Combrée                                                                              |
| 1982    | 2004    | Jacques Béline  | RPR                      | Maire de Chazé-Henry                                                                          |
| 2004    | 2015    | Marie-Jo Hamard | DVD                      | Maire de Saint-Michel-et-Chanveaux Présidente de la Communauté de Communes de Pouancé-Combrée |

#### Canton de Segré
| Période | Période | Identité           | Étiquette    | Qualité                                                                                  |
| ------- | ------- | ------------------ | ------------ | ---------------------------------------------------------------------------------------- |
| 1907    | 1932    | Geoffroy d'Andigné | Conservateur | Député (1924-1932)                                                                       |
| 1932    | 1940    | Jean de Jourdan    |              |                                                                                          |
| 1945    | 1962    | Jean de Jourdan    | RPF puis DVD |                                                                                          |
| 1962    | 1967    | Georges Menan      | CD           |                                                                                          |
| 1967    | 1979    | Louis Manseau      | DVD          |                                                                                          |
| 1979    | 1992    | Daniel Dupuis      | PS           | Maire de Noyant-la-Gravoyère depuis 1977                                                 |
| 1992    | 1998    | Joël Nardin        | app. RPR     | Maire de Nyoiseau                                                                        |
| 1998    | 2004    | Jean-Noël Gaultier | PS           | Adjoint au Maire de Noyant-la-Gravoyère                                                  |
| 2004    | 2015    | Gilles Grimaud     | UDF puis DVD | Vice-Président du Conseil Général Maire de Segré Président de la C.C. du Canton de Segré |

### Canton non connu
- Jean-Martial Bineau (président du Conseil général : 1852-1855)
- Charles-Jean Cesbron-Lavau (sous le Premier Empire)
- Charles Cesbron-Lavau (conseiller général en 1836)
- Charles-Jules Giraud
- Piter Deurbroucq (président du Conseil général : 1806-1807)
- Jean-François Merlet (nommé conseiller général de Maine-et-Loire en thermidor an VIII : arrêté du 1er juin 1800)
- Louis-François-Bertrand du Pont d'Aubevoye de Lauberdière (nommé conseiller général de Maine-et-Loire par ordonnance royale le 9 janvier 1831).